# Campionat Sud-americà de futbol de 1923
La setena edició del Campionat Sud-americà de futbol (castellà: Campeonato Sudamericano de fútbol) va tenir lloc a Montevideo, Uruguai, des del 29 d'octubre fins al 2 de desembre de 1923. Tot i que aquesta edició s'anava a celebrar al Paraguai, el país guaraní va haver de deixar l'organització en mans de l'Uruguai per falta d'infraestructures.
Aquesta edició va comptar amb la presència de les seleccions nacionals de l'Argentina, el Brasil, el Paraguai i l'Uruguai. La selecció de Xile no va participar.
El Campionat Sud-americà va servir també per classificar els dos primers equips per als Jocs Olímpics d'estiu de 1924, a París, on l'Uruguai guanyaria la seva primera medalla d'or en futbol masculí.

## Estadis
| Montevideo                  |
| --------------------------- |
| Estadio Gran Parque Central |
| Capacity: 20.000            |
|                             |

## Ronda final
Els quatre equips participants són reunits en un sol grup on tots competeixen entre ells. El primer a aconseguir la classificació guanya el torneig.
| Equip     | PJ | PG | PE | PP | GF | GC | DG | Pts |
| --------- | -- | -- | -- | -- | -- | -- | -- | --- |
| Uruguai   | 6  | 3  | 3  | 0  | 0  | 6  | 1  | +5  |
| Argentina | 4  | 3  | 2  | 0  | 1  | 6  | 6  | 0   |
| Paraguai  | 2  | 3  | 1  | 0  | 2  | 4  | 6  | -2  |
| Brasil    | 0  | 3  | 0  | 0  | 3  | 2  | 5  | -3  |

| Argentina                         | 4 - 3 | Paraguai                            |
| --------------------------------- | ----- | ----------------------------------- |
| Saruppo 18' · Aguirre 58' 77' 86' |       | 10' Rivas · 50' Zelada · 75' Fretes |

| Uruguai                      | 2 - 0 | Paraguai |
| ---------------------------- | ----- | -------- |
| H. Scarone 11' · Petrone 88' |       |          |

| Paraguai     | 1 - 0 | Brasil |
| ------------ | ----- | ------ |
| I. López 56' |       |        |

| Argentina                | 2 - 1 | Brasil   |
| ------------------------ | ----- | -------- |
| Onzari 11' · Saruppo 76' |       | 15' Nilo |

| Uruguai               | 2 - 1 | Brasil   |
| --------------------- | ----- | -------- |
| Petrone 56' · Cea 75' |       | 59' Nilo |

| Uruguai                 | 2 - 0 | Argentina |
| ----------------------- | ----- | --------- |
| Petrone 28' · Somma 88' |       |           |

## Resultat

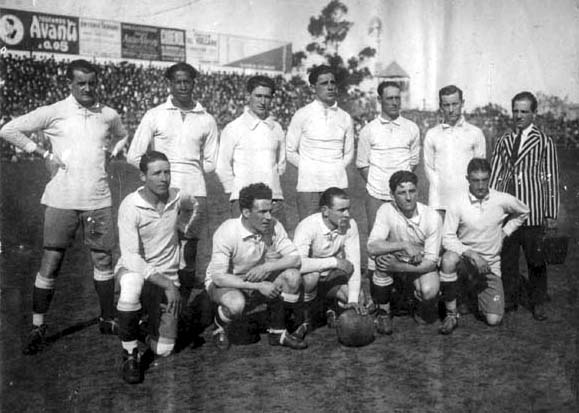
Equip uruguaià guanyador del quart títol.

| Campionat Sud-americà 1923 |
| -------------------------- |
| Uruguai                    |
| Uruguai Quart títol        |

## Golejadors
3 gols
- Vicente Aguirre
- Pedro Petrone

2 gols
- Blas Saruppo
- Nilo

1 gol
- Cesáreo Onzari
- Luis Fretes
- Ildefonso López
- Gerardo Rivas
- Agustín Zelada
- José Pedro Cea
- Héctor Scarone
- Pascual Somma